# ماتيا مونتيكوني
ماتيا مونتيكوني (بالإيطالية: Mattia Monticone)‏ هو لاعب كرة قدم إيطالي في مركز الدفاع، ولد في 11 مايو 1994 في جنوة في إيطاليا. شارك مع منتخب إيطاليا تحت 18 سنة لكرة القدم ومنتخب إيطاليا تحت 19 سنة لكرة القدم. أما مع النوادي، فقد لعب مع اتحاد بافيا لكرة القدم ونادي سامبدوريا ونادي لوميتساني.

## وصلات خارجية
- ماتيا مونتيكوني على موقع قاعدة بيانات كرة القدم.إي يو (الإنجليزية)